# Lauro Müller (Santa Catarina)
Lauro Müller é um município brasileiro do estado de Santa Catarina.
O nome Lauro Müller foi dado pelo engenheiro Álvaro Rodovalho Marcondes dos Reis em 1905, em homenagem ao político Lauro Severiano Müller, quando o lugar ainda era uma estação das Minas. Na época, a localidade ainda não havia sido elevada à categoria de município, algo que só ocorreu na década de 1950.

## Geografia
Localiza-se a uma latitude 28º23'34" sul e a uma longitude 49º23'48" oeste, estando a uma altitude de 220 metros. 
A cidade possui dois distritos: Barro Branco, onde inciaram as primeiras minas de carvão no início do século XX, e Guatá, que fica ao pé da famosa estrada da Serra do Rio do Rastro.

## História

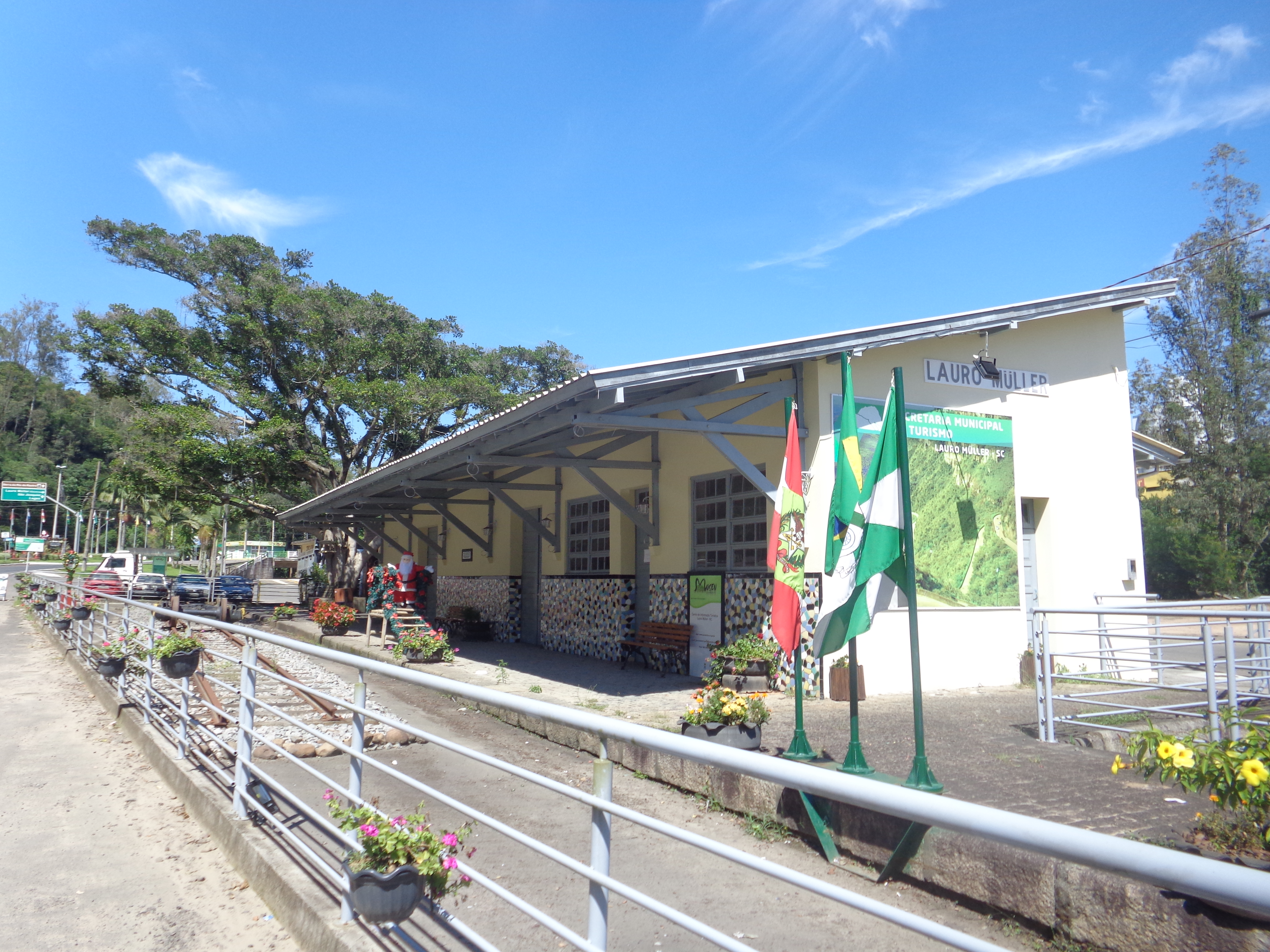
Estação Ferroviária de Lauro Müller, desativada após a enchente de março de 1974

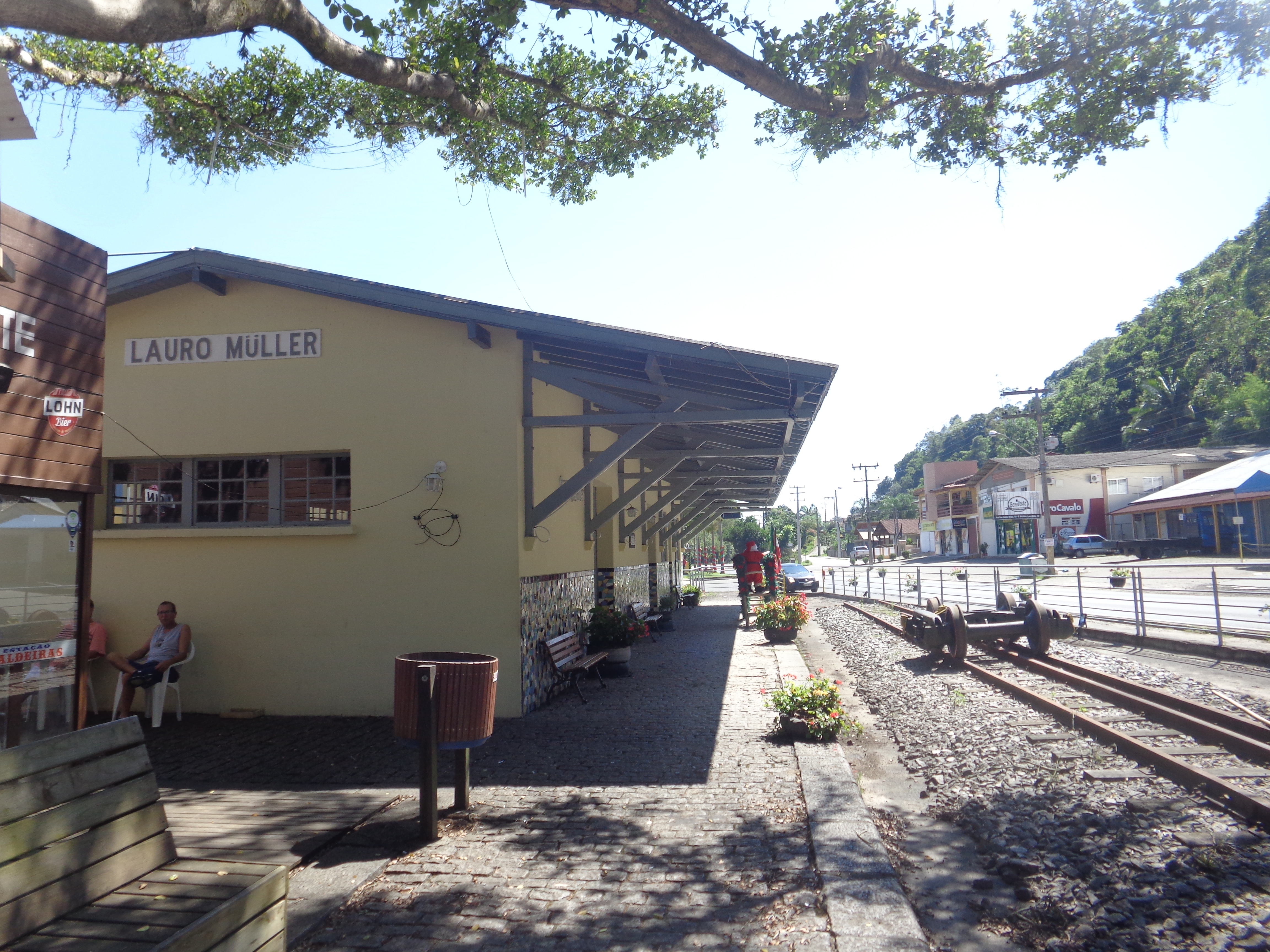
Estação Ferroviária de Lauro Müller, desativada após a enchente de março de 1974

Apesar do nome em alemão, o município foi colonizado por italianos no final do século XIX. Em 1827 se deu o início da exploração do carvão mineral, sendo até hoje uma das maiores geradoras de emprego do município, porém essa economia só se desenvolveu com a chegada dos imigrantes italianos no final do século.
João Leonir Dall'Alba registra: "Retirado, fora do caminho das tropas, os primeiros mineiros acamparam, à margem do rio, na foz do Passa Dois, e chamaram ao lugar Bom Retiro. Chamou-se também Arraial da Mina. Quando os ingleses deram em trabalhar, portanto depois de 1885, deu-se-lhe o nome de Minas dos Ingleses. Mais comumente, o topônimo era mesmo Minas. Em 25 de setembro de 1905 a estação das Minas recebe o nome do estadista Lauro Müller, nome dado pelo engenheiro Álvaro Marcondes dos Reis." "Talvez a primeira construção no local da cidade atual tenha sido a estação ferroviária, construída de pedras pelo imigrante italiano Uliano Batista, em 1883, mas inaugurada em 1 de outubro de 1885."

## Pontos turísticos
A Serra do Rio do Rastro é o local mais visitado do município.
Outro local bastante visitado é o Castelo Henrique Lage.